# Bohumil Holas
Bohumil Théophile Holas, né le 28 septembre 1909 à Prague et mort le 18 juillet 1978 à Abidjan en Côte d'Ivoire, est un ethnologue, muséologue et critique d'art français et d'origine tchèque.

## Biographie
Bohumil Théophile Holas est né en 1909 à Prague. Docteur en philologie à Paris, il est membre de l'académie française des sciences étrangères en 1958.
Ethnologue et spécialiste de la Côte d'Ivoire, ainsi que de l'art africain, de la mythologie. Il a travaillé comme directeur du Musée des civilisations de Côte d'Ivoire à Abidjan. 
Bohumil Théophile Holas est connu pour son travail en Côte d'Ivoire, notamment de recherche et de vulgarisation de l'art ivoirien. Il a travaillé comme assistant d'ethnologie à l'institut fondamental d'Afrique Noire (IFAN). 
Bohumil est mort à Abidjan en 1978.